# Haji Mnoga
Haji Mnoga, né le 16 avril 2002 à Portsmouth au Royaume-Uni, est un footballeur international tanzanien qui joue au poste d'arrière droit et de défenseur central à Salford City.

## Biographie
Haji Mnoga est né à Portsmouth d'un père tanzanien et d'une mère anglaise. Mnoga a fréquenté l'école primaire de Cottage Grove et Trafalgar School. Son père originaire de l'île de Unguja, principale île de Zanzibar jouait également au football et a joué pour Zanzibar.

### Carrière en club
Mnoga évolue dans les différentes catégories jeunes de Portsmouth. Il est au club depuis 2008. Il s'est vu proposer un contrat d'apprenti de deux ans le 28 juin 2018.
Mnoga fait ses débuts professionnels le 9 octobre 2018, en commençant par une victoire 1-0 à l'occasion de l'EFL Trophy contre Crawley Town. À l'âge de 16 ans, cinq mois et 24 jours, il est devenu le deuxième plus jeune joueur à faire ses débuts pour le club dans son histoire d'après-guerre, derrière son coéquipier de l'Académie Joe Hancott.
Le 21 mars 2020, Mnoga est testé positif au COVID-19. Après s'être remis du COVID-19, il est prêté pour une soirée par Pompey au Gosport Borough FC pour le compte d'un match de pré-saison remporté 1-0 contre les rivaux locaux Havant & Waterlooville en septembre 2020,.
Le 3 novembre 2020, Mnoga fait ses débuts en championnat pour Portsmouth, en entrant en jeu lors d'une victoire 3-1 contre Lincoln City. Il est titularisé pour la première fois en championnat lors d'une victoire 4-1 à domicile contre Crewe Alexandra, mais est remplacé à la mi-temps. Il a marqué son premier but pour Portsmouth lors d'un match nul en EFL Trophy contre Cheltenham Town le 8 décembre 2020.
Le 31 août 2021, Mnoga signe un nouveau contrat de trois ans avec Portsmouth avant d'être prêté à Bromley, équipe de National League, jusqu'en janvier 2022.
Le 8 janvier 2022, Mnoga rejoint l'équipe de la National League Weymouth en prêt pour le reste de la saison. Il a rejoint Gillingham dans le cadre d'un prêt d'une saison le jour de la date limite à l'été 2022. Il est expulsé après 10 minutes de jeu lors de son premier match de League Two. 
En janvier 2023, il rejoint Aldershot Town en prêt jusqu'à la fin de la saison. Le 2 août 2023, Mnoga retourne à Aldershot Town dans le cadre d'un accord de prêt d'une saison.
Le 1ermai 2024, Portsmouth dans sa liste annuel de revue d'effectif, déclare qu'il est libéré cet été, à l'expiration de son contrat.

### Carrière en sélection
Mnoga fait ses débuts en Angleterre U17 le 10 février 2019, à la mi-temps contre la Hongrie U17 lors d'une victoire amicale 4-1 sur penalty. 
Le 22 mars 2022, Mnoga est appelé pour la première fois à jouer pour l'équipe de Tanzanie par Kim Poulsen, étant éligible par son père. Il fait ses débuts avec la Tanzanie lors d'un match amical gagné 3-1 contre la République centrafricaine, le 24 mars 2022. Mnoga aurait rejeté une convocation de l'équipe tanzanienne des moins de 23 ans en septembre 2022 pour montrer son engagement envers Gillingham, en difficulté.
À l'occasion du dernier match des éliminatoires pour la CAN 2023, la Tanzanie accroche le match nul 0-0 contre l'Algérie ce qui permet aux Taifa Stars de décrocher leur billet pour leur troisième CAN.
Le 2 janvier 2024, Mnoga est sélectionné par Adel Amrouche pour représenter les Taifa Stars à la Coupe d'Afrique des Nations 2024,. Il joue les trois matches de poule en étant titulaire. La Tanzanie termine dernier du groupe F avec une défaite 3-0 contre le Maroc et deux match nul contre la Zambie et la République Démocratique Congo malgré ces résultats, les Taifa Stars battent leur record de point à la CAN.

## Vie privée
Il est supporter de Chelsea depuis son enfance et son idole est John Terry.
Mnoga est en couple avec Maisie Pannell et a eu son premier enfant, une fille prénommée Nova, née le 19 avril 2023.